# Top Eleven Football Manager
Top Eleven Football Manager è un videogioco per browser manageriale di calcio disponibile dal 2010 su Facebook, sul sito dello stesso gioco e dal 2011 disponibile per Android e iOS, sviluppato dalla Nordeus LLC.
Al giugno 2016 gli utenti registrati in tutto il mondo sono circa 140 milioni, mentre quelli attivi ogni mese sono circa 10 milioni.

## Modalità di gioco
Presenta un sistema di calciomercato strutturato su aste e su trattative con altri manager, queste ultime possono essere effettuate, però, solamente durante l'ultima settimana di ogni stagione. È possibile effettuare allenamenti differenziati per i calciatori e visualizzare i propri risultati delle stagioni precedenti. Il gioco è disponibile in 30 lingue.

## Competizioni
Il videogioco presenta cinque competizioni: il Campionato, la Super League, la Champions League, la Supercoppa e la Coppa. Durante l'anno vengono proposti diversi eventi speciali a seconda del periodo di riferimento; giocando le relative partite è possibile ritirare le ricompense offerte dal gioco. 

### Campionato
Nel campionato si affrontano 14 squadre in un girone all'italiana, quindi con partite d'andata e ritorno, in modo ovviamente da giocare una volta in casa propria e una volta in casa dell'avversario.
Come nel calcio reale, le squadre ricevono 3 punti per la vittoria, 1 punto per il pareggio e 0 per le sconfitte e, in base alla somma dei punti ottenuti, si stila giornalmente la classifica.
Al termine di ogni stagione, che dura 28 giorni, il club che realizza il maggior numero di punti vince il campionato. In caso di parità di punteggio tra 2 o più squadre, quella che si aggiudica la posizione superiore in classifica viene determinata in base alla differenza reti, cioè la differenza tra le reti realizzate e quelle subite. Qualora anche questa fosse in parità, si disputa una partita di spareggio per l'assegnazione del titolo o delle posizioni a seguire. Le prime 8 squadre qualificate vengono promosse al livello di gioco successivo; di queste, le prime quattro sono direttamente ammesse a partecipare alla successiva edizione della Champions League, mentre dal quinto all'ottavo posto vengono ammesse alla Super League.

### Champions League
Il torneo inizia con 32 squadre divise in 8 gironi. Ogni squadra gioca due partite (andata e ritorno) contro ciascuna delle altre 3 squadre del proprio girone, una in casa e una in trasferta. Dopo le sei partite che concludono il girone, le prime due squadre classificate di ogni girone vanno agli ottavi di finale, mentre la terza andrà agli ottavi di finale della Super League. La prima squadra di un girone andrà contro la seconda di un altro. Tutte le partite sono giocate in casa e in trasferta, ad eccezione della finale che invece è giocata in un campo neutro.
Il vincitore si qualifica automaticamente alla stagione successiva.

### Super League
È una competizione riservata alle squadre che hanno terminato il campionato precedente tra la quinta e l'ottava posizione.
Il vincitore si qualifica alla Champions League.

### Supercoppa
È una competizione alla quale partecipano le squadre vincitrici della Champions League e della Super League.

### Coppa
La Coppa è un torneo ad eliminazione diretta. In ogni turno, tranne la finale, si giocano andata e ritorno, i supplementari ed eventualmente i rigori in caso di parità totale nel risultato aggregato. Ci sono in totale 6 turni nella competizione — 2 turni preliminari di qualificazione seguiti da 4 ulteriori turni: Ottavi di Finale, Quarti di Finale, Semifinali e Finale. Tutti i manager che giocano a Top Eleven sono automaticamente ammessi al Turno Preliminare della Coppa in modo da consentire anche alle squadre più deboli di sconvolgere i pronostici.

### Amichevoli
Le amichevoli sono partite che si organizzano con i propri amici. La partita può essere programmata su un orario a piacere. La sfida può essere rifiutata prima dell'inizio della partita. La condizione fisica viene consumata solo dalla squadra organizzatrice della partita amichevole, tale aggiornamento è stato inserito in seguito al tentativo di molti utenti di sfidare i propri avversari in amichevoli così da stancare di proposito i giocatori avversari. 

## Risorse del gioco
Per poter migliorare la propria società e la propria squadra vengono messe a disposizione diverse risorse:
- Token: gettoni speciali che consentono di acquistare giocatori, accelerare costruzioni, migliorare calciatori, comprare stemmi e maglie da gioco (anche di squadre realmente esistenti) e con i quali si possono ottenere altre risorse. Si ottengono firmando contratti per i diritti televisivi e vendendo giocatori.
- Denaro: consente di acquistare giocatori, avviare costruzioni e pagare lo stipendio dei calciatori in rosa. Si ottiene giocando partite, firmando sponsor e scambiandolo con Token.
- Terapie, bonus morale e riposi: servono rispettivamente per ridurre gli infortuni, aumentare il morale e migliorare la condizione fisica dei propri calciatori. Si ottengono giocando partite e scambiandoli con Token.
- Punti abilità: si utilizzano per allenare i propri giocatori e si ottengono giocando partite.

## Stadio
Nello stadio è possibile migliorare il livello delle strutture:
- Qualità del terreno di gioco: migliora la qualità del terreno di gioco rendendo più basse le possibilità di infortuni.
- Impianto elettrico: migliora l'illuminazione dello stadio con l'utilizzo di riflettori fino a 1000MW di potenza.
- Area medica: effettua "Trattamenti medici" per la cura dei giocatori infortunati, più si andrà avanti con la costruzione di questa struttura e più diminuiranno i giorni che servono per avere i trattamenti medici.
- Servizi: hanno la funzione di aumentare il guadagno nelle partite casalinghe; esse creano profitti in base agli spettatori che vengono a vedere la partita.
- Parcheggio: aumentando i posti del parcheggio aumenterà anche l'affluenza dei tifosi alle partite casalinghe.
- Giovanili: potenziando il settore giovanile si ottengono giocatori giovani sempre più forti qualitativamente e in tempi progressivamente inferiori; ogni tot di giorni vengono creati 2 giovani rispettivamente di 2 stelle e 5 stelle, per mettere il giocatore di 5 stelle nella rosa bisognerà pagare dai 12 ai 24 token. Più di recente, il sistema del vivaio è stato rivisto: ogni stagione possono essere promossi nel vivaio fino ad un massimo di 4 giovani che potranno essere allenati nel corso dell'intera stagione con allenatori speciali per il vivaio, così da permettere al manager di stabilire, in base alle proprie esigenze, quanto e come far crescere i propri giovani. La stagione successiva tali giovani potranno entrare a far parte della prima squadra.
- Allenamento: migliorando le strutture di allenamento si incrementano i progressi dei calciatori e si prevengono gli infortuni.
- Tabelloni per il punteggio.